# Edenryd
Edenryd – miejscowość (småort) w południowej Szwecji, w regionie administracyjnym (län) Skania (gmina Bromölla).
W 2010 roku Edenryd liczyło 175 mieszkańców.

## Położenie
Położona w północno-wschodniej części prowincji historycznej (landskap) Skania (Ivetofta socken), ok. 25 km na wschód od Kristianstadu.

## Osoby związane z Edenryd
- Sanna Nielsen[2] – piosenkarka.